# Kartalspor
El Kartal S.K. es un club de fútbol turco de la ciudad de Estambul. Fue fundado en 1949 y juega en la Bölgesel Amatör Lig.